# ناحیه گود-ول، میشیگان
ناحیه گود-ول (به انگلیسی: Goodwell Township) یک منطقهٔ مسکونی در ایالات متحده آمریکا است که در شهرستان نیویگو، میشیگان واقع شده‌است.
 ناحیه گود-ول ۹۲٫۶ کیلومتر مربع مساحت و ۵۵۱ نفر جمعیت دارد و ۳۰۱ متر بالاتر از سطح دریا واقع شده‌است.